# 顏耀星
顏耀星（1958年10月16日—），臺灣臺南市人，臺灣政治人物、教師、台灣民眾黨黨員、前中國國民黨黨員。東吳大學、日本和歌山大學經營學碩士畢業。曾任第2至3屆國民大會代表、臺南縣政府工商發展投資策進會總幹事，擔任臺南市私立興國高級中學教師、南榮科技大學專兼任講師。現任為民眾黨台南市黨部主委。

## 早年生涯
顏耀星出生於台灣台南縣（今台南市）新營地區的政治家族，胞兄顏繼斌曾任台南縣新營市市長；胞弟顏東義則為嘉南農田水利會會務委員，且曾於2019年爭取代表國民黨提名參選第10屆立法委員。他求學時期就讀當地新進國小、興國中學、台南一中，並於台北市的東吳大學完成學士學業。畢業後赴日本繼續進修，成為國立和歌山大學經營學碩士。曾經擔任陸軍第一士官學校教官、興國中學教師、南榮科技大學專兼任講師等教職。

## 政治生涯

### 國民大會代表
顏耀星在兄長鼓勵下從政，是新營顏家積極栽培對象。曾任國民黨台南縣黨部副主委，而後以溪北地區第一高票當選國大代表。
1996年，他代表國民黨參選第3屆國民大會代表選舉。提出推動單一國會兩院制、促進公營事業民營化、建立權責相符的憲政體制、保障老幼婦孺及弱勢團體、主張單一選區兩票制等政見。選舉結果獲得4萬7866票、得票率17.81%，以該選區第一高票成績當選連任國大代表。

### 臺南縣政務官
顏耀星連任二屆國大代表後，改轉支持民進黨籍台南縣縣長蘇煥智。他被延攬至台南縣政府擔任工策會總幹事一職，後與蘇煥智一同卸任。

## 卸任生涯

### 重返業界
顏耀星卸任後重新回到產業界任職，並成為國立新營高工基金會創會董事長，擔任月亮基金會及明世基金會執行長。

### 競選2020年立法委員
2019年10月20日，於民眾黨第二波立委提名記者會中，獲提名為2020年第10屆台南市第1選區立法委員候選人。主要競爭對手為民進黨籍候選人賴惠員、國民黨籍現任台南市議員蔡育輝。提出推動中央地方等比例分配稅制改革、配合經濟成長率調整農產品收購價、改建閒置校舍為公托及長照中心、推動產銷一貫的科技智慧農業、公私立大專院校學費平等化等政見。選舉結果獲得8793票、得票率4.92%，未能當選該屆立委。

### 民眾黨台南市黨部主委

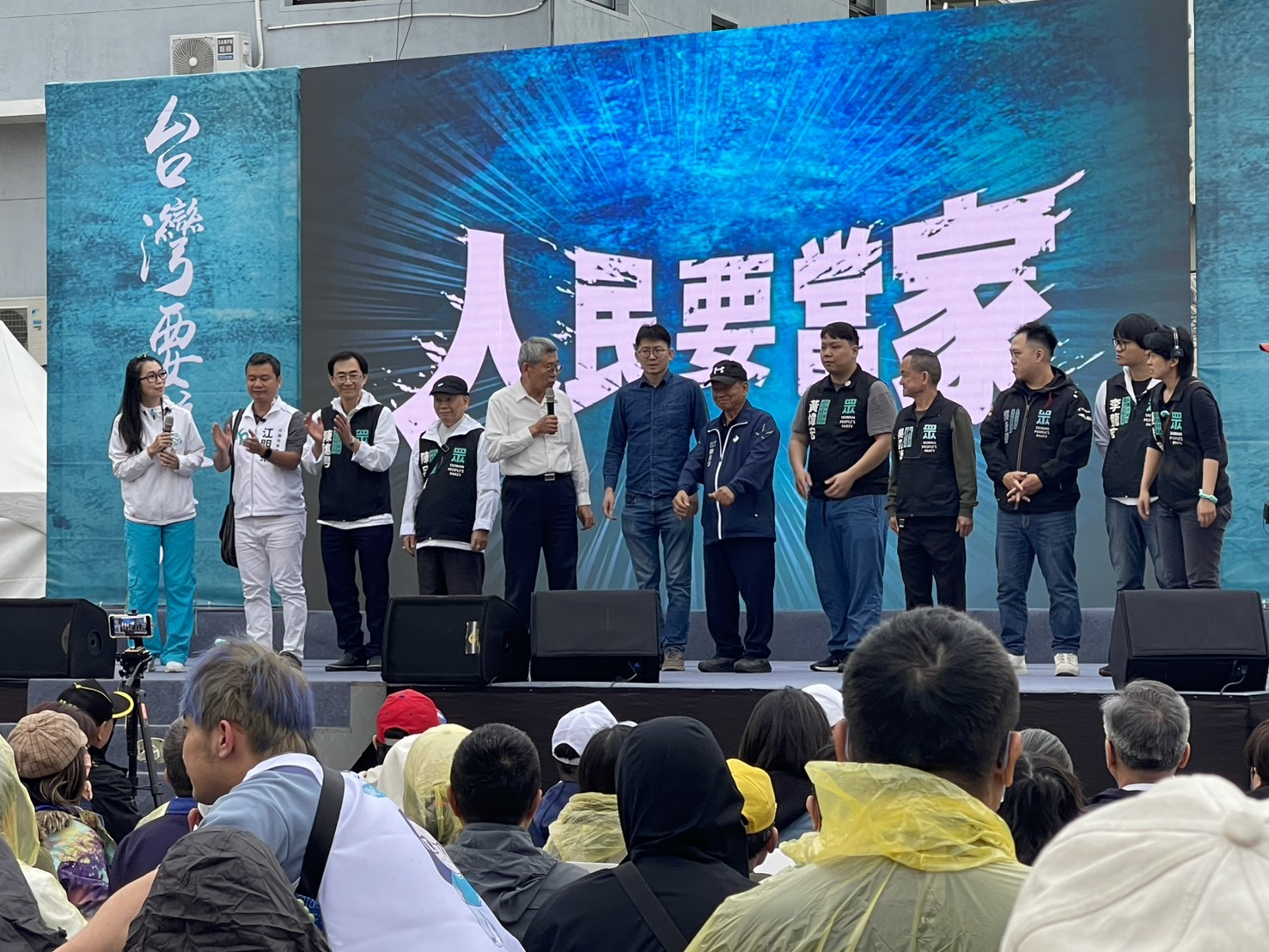
顏耀星與其黨部團隊林乃立、江明宗、陳進男、林慧雯、陳詩薇等人於人民要當家台南場上臺演講。

2025年4月1日，民眾黨台南市黨部宣布前國大代表顏耀星接任市黨部主委，備戰2026地方大選，目標是取得3席台南市議員及成立黨團。

## 選舉紀錄
| 年度 | 選舉屆數               | 選舉區           | 所屬政黨   | 得票數 | 得票率 | 當選標記 | 備註 |
| ---- | ---------------------- | ---------------- | ---------- | ------ | ------ | -------- | ---- |
| 1991 | 第二屆國民大會代表選舉 | 台南縣第一選舉區 | 中國國民黨 | 38,839 | 15.31% |          |      |
| 1996 | 第三屆國民大會代表選舉 | 台南縣第一選舉區 | 中國國民黨 | 47,866 | 17.81% |          |      |
| 2020 | 第十屆立法委員選舉     | 臺南市第一選舉區 | 臺灣民眾黨 | 8,793  | 4.92%  |          |      |

## 外部連結
- 顏耀星的Facebook專頁